# Оусли, Лили
Лили Оусли (англ. Lily Owsley, родилась 10 декабря 1994 года в Бристоле) — британская хоккеистка на траве, нападающая нидерландского клуба ХДМ. В составе сборной Великобритании (107 матчей, 38 голов) — чемпион летних Олимпийских игр 2016 года. На международных турнирах представляет Англию (121 матч, 40 голов), в её составе — чемпионка Европы 2015 года.

## Спортивная карьера
Лили Оусли занималась лёгкой атлетикой: так, в 2012 году она стала второй на чемпионате Англии U-19 в беге на 800 м, но затем переключилась на хоккей на траве
. Обучалась в колледже Клифтон
, затем поступила в Бирмингемский университет, где стала игроком команды по хоккею на траве и начала изучать спортивные науки и спортивную реабилитацию.
В составе сборной Англии дебютировала в июне 2013 года. Выступала на Играх Содружества 2014 года (серебряный призёр), на чемпионате Европы 2015 года (чемпионка; сравняла счёт в матче с Нидерландами и довела до победной серии пенальти) и на Олимпиаде 2016 в Рио-де-Жанейро (чемпионка). В январе 2016 года получила приз от Международной федерации хоккея «Восходящая звезда 2015 года».